# Kay Andrews
Pour les articles homonymes, voir Andrews.
Elizabeth Kay Andrews, baronne Andrews, (née le 16 mai 1943) est une femme politique travailliste britannique et une pair à vie. Elle est présidente de English Heritage de juillet 2009 à juillet 2013.

## Biographie
Elle travaille d'abord comme bibliothécaire (documentaliste principale) à la bibliothèque de la Chambre des communes de 1970 à 1985. Elle est ensuite conseillère politique de Neil Kinnock dans son cabinet de chef de l'opposition de 1985 à 1992. Elle est directrice d'Education Extra jusqu'en 2002.
Elle est créée pair de vie avec le titre de baronne Andrews, de Southover dans le comté d'East Sussex le 9 mai 2000. À la Chambre des lords, elle est whip du gouvernement à partir de mai 2002 et porte-parole du gouvernement pour l'éducation et les compétences ; Santé ; et Travail et pensions jusqu'aux élections de mai 2005. Elle est ensuite sous-secrétaire d'État parlementaire au Département des communautés et des collectivités locales. Elle démissionne du gouvernement en juillet 2009.
Le 27 juillet 2009, Andrews devient présidente de English Heritage. Elle est la première femme à diriger l'organisation. Elle quitte son poste en juillet 2013.
Elle est vice-présidente de la Campagne pour les parcs nationaux, présidente des Amis de Lewes et administratrice du Prince's Regeneration Trust.
Elle est nommée Officier de l'Ordre de l'Empire britannique (OBE) dans les honneurs d'anniversaire de 1998. Le 15 octobre 2015, elle est élue membre de la Société des Antiquaires de Londres (FSA).